# Карло Оријани
Карло Оријани (итал. Carlo Oriani,  5. новембар 1888 — 3. децембар 1917) бивши је италијански професионални бициклиста у периоду од 1908. до 1915. године. Највећи успех остварио је 1913. када је освојио Ђиро д’Италију, Годину раније освојио је Ђиро ди Ломбардију.

## Каријера
Карло Оријани је почео каријеру 1908. Возећи индивидуално, без тима, Оријани је освојио треће место на трци Парабјаго, у Ломбардији. 1909. возио је за италијански тим Стуки (итал. Stucchi) са којим је освојио друго место на трци Копа дел Ре. У мају, по први пут је одржана трка Ђиро д’Италија, стартовало је 115 возача, а међу њима је био и Оријани. На четвртој етапи, Оријани је завршио други, у спринту је изгубио од Луиђија Гане. На петој етапи је завршио седми, а Ђиро је завршио на петом месту са 72 поена.
Након године без тима, Оријани се 1911. придружио тиму Бјанки, са којим није остварио победу. Завршио је на 14 месту на Милано—Санрему. Ђиро д’Италију завршио је на 11 месту. Оријани је био близу победе на изузетно тешкој, шестој етапи, возачима је било потребно 10 сати и 24 минута да заврше етапу дугу 286,2 km. Оријани је завршио други. У првих 10 завршио је на још три етапе, седми на седмој етапи, девети на осмој и пети на десетој етапи. 1912. остварио је прву белику победу, освојио је једну од највећих трка у Италији Ђиро ди Ломбардију. Оријани је трку дугу 235 km завршио за 7 сати, 30 минута и 30 секунди. На циљ је стигла петочлана група, а Оријани је био најбољи у спринту. Крајем године, Оријани се борио у турско-италијанском рату.
Ђиро 1913. је био задњи на коме је победника одлучивао систем бодовања. Оријани је сваку етапу завршио у топ 10, а на три етапе је завршио други. Након седме етапе, Ђузепе Ацини је био лидер, са бодом испред Оријанија. Током осме етапе, Ацини је стао, ушао у ресторан да једе и од исцрпљености је заспао неколико минута, Оријани је завршио други на етапи, Ацини осми и Оријани је преузео вођство са два бода. Другим местом на задњој, деветој етапи, Оријани је освојио Ђиро и тако постао први победник гранд тура који није освојио ниједну етапу. 1914. је завршио Милано—Санремо на 12 месту, док Ђиро није успио да заврши. Крајем године, вратио се у војску. 1915. је завршио на 12 месту Милано—Санремо, након чега се вратио у војску и борио се у Првом светском рату.

## Учешће у Првом светском рату и смрт
Када је Италија ушла у Први светски рат, у мају 1915. бициклистичка секција је формирана у војне јединице, са циљем да транспортују људе и залихе дуж фронта. Бицикли су били дозвољени за тихо и брзо кретање иза линија фронта, штавише, постали су круцијални за комуникацију. Карло Оријани је служио војску све до пораза у бици код Кобарида у новембру 1917. У току хаотичног повлачења, Оријани је запливао у реци Пијава да би помогао другу, док други наводе да је просто пливао да би прешао на другу страну. Током пливања добио је упалу плућа и умро је у болници, 3. децембра исте године. Друга верзија каже да су многи војници били постављени да бране повлачење војске након пораза у бици код Кобарида. Оријани је био на мосту преко реке Пијаве, услед велике размене ватре, мост је пао и Оријани је упао у ледену воду. Уз доста мука успио је да се домогне обале, али хладноћа и недостатак одеће да се пресвуче, Карло је добио температуру након неколико дана. Дијагностикована му је упала плућа, за шта није постојала нада у излечење. Транспортован је у Казерту, где су мање тешке температуре. Ипак, 3. децембра 1917. Оријани је умро. BBC је платио превоз тела и сахрану. Тело није стигло у Милано, а само захваљујући сну његове жене, неколико месеци касније, завршио је у Цитадели.